# Јиртиг
Јиртиг (الجَرْتِقْ, такође се пише Јуртиг, Јертик, Јиртк и Јартиг) или Нкекрех (نقِكِريه) у нубијским регионима је термин који се примењује на групу ритуала који се практикују као део церемонија венчања и, у мањој мери, обрезивања дечака, углавном у Судану. Овај обичај је скоро ограничен на централни и северни Судан дуж Нила и везан је за обреде заштите и плодности. Ритуал је популаран међу нубијским племенима укључујући Данагла, Јалин, Рубатаб, Мирфаб, Манасир и Шајгија.
Јиртиг церемонија се састоји од различитих елемената и укорењена је у древним суданским традицијама које датирају из нубијских краљевстава у Мерозе и Соби . Историјски гледано, Јиртиг церемонија црпи инспирацију из ритуала крунисања древних суданских цивилизација, посебно оних приказаних на приказима мероитског краља пронађених на археолошким налазиштима као што су Храм Сунца у Мусаварат ал-Сафра и Нака'а. Симболизује постављање краљева и носи краљевске конотације, јер младожења преузима улогу краља на овај посебан дан. Церемонија се одвија у младожењиној кући пре његовог одласка у локацију породице младе.

## Етимологија
Историчар Ахмад Моутисм Ал Шик је открио да је термин „Јиртиг“ потенцијално изведен од мероитске речи „Кор“, што значи краљ, и уобичајене фразе „Тиг“ која се још увек користи у региону Рубатаб. Поред тога, постоје речи као што су „митиг“, „мартиг“ и „битиг“, које означавају радње или изазивање нечега да се уради и вероватно имају маравитско порекло. Када се ове две речи споје, формира се скован израз, у почетку као „Кортиг“, али је модификован у „Јиртиг“, који преноси идеју да се неко постави или постави за краља. Доношење Јиртига, као симболичне инаугурације коју представља младожења, црпи инспирацију из културног наслеђа оличеног у ритуалима крунисања краљева и владара у историјским суданским краљевствима који су уследили.

## Историја
Ритуал јиртиг је древни обичај који је настао у фараонско доба. Има велики културни значај и обележено је учешћем младе и младожења, који су обучени у црвену одећу. Суданска традиција јиртига првенствено је повезана са церемонијама венчања и, у мањој мери, са обрезивање дечака у Судану. Такође се практикује у неким другим друштвеним окружењима као што је у седмом месецу трудноће. Јиртиг церемонија је традиционални судански обичај сличан Мехнди расамима у пакистанској култури.
Студија се фокусира на анализу реликвија из блага краљице Аманишакхето, истакнуте личности која је владала Краљевством Мерозе током првог века пре нове ере. Ово благо се тренутно налази у Берлинском музеју и приказује колекцију изузетног златног накита који је вешто израдио талентовани златар.
Међу разним гравираним прстеновима у колекцији, посебан прстен за прсте димензија 2,2 цм приказује Јиртиг ритуал унутар ограниченог простора на прстену. Натпис на прстену обухвата значајне елементе ритуала од којих су неки сачувани у новије време, наглашавајући наставак наслеђених симбола и пракси. Посебно, фини детаљи натписа скрећу пажњу на главу змије која је истакнута у првом плану. Поред тога, истиче се приказ црвене брезе (Атниба) — симболични предмет који се још увек користи у савременим ритуалима јиртиг, упркос смањеној употреби као врста четке. Натпис такође приказује позиционирање мушкарца и жене у супротстављеном ставу, што је специфично за ритуал јиртиг и означава размену алата и симбола. Овај посебан положај је у супротности са типичним седећим положајем краљева приказаним на Мерозеовим муралима.
Још један интригантан детаљ је присуство коничне чиније испод младожењине леве руке, која подсећа на зделе за мужу приказане на одређеним мероитским натписима. Овај суд, чврсто саткан од палминог листа, и даље га користе многи бедуини у региону за мужу и назива се Умра. Ритуал размене посуде млека, коју симболизује чинија, још увек има значај у оквиру ширих ритуала плодности и предзнака.
Гледајући младожењину страну натписа, чини се да постоји плоча или сличан предмет, који се често користи за држање разних пољопривредних производа као што су житарице, махунарке и урме. Размена ових предмета између младе и младожења остаје део савремених ритуала плодности и предзнака. Занимљиво је да натпис наглашава упадљиву сличност у одећи између невесте и младожења, намерно замагљујући разлику између мушке и женске одеће. Овај намерни напор да се замагљује родни идентитет је заштитна мера која се примећује у тренутним ритуалима јиртига.
Заједничка нит између симбола који се налазе у тренутним праксама џиртига и мероитског натписа је присуство траке за главу коју носи младожења. Ова трака, украшена нечим што би могла бити два пера и често праћена полумјесецом, наставља да се везује за младожењину главу у ритуалима јиртига. Занимљиво је да натпис наглашава разлике између круне младожења, која садржи два пера, и круне невесте, која носи змијску главу - посебан симбол повезан са крунама које су носили мероитски краљеви и краљице.

## Алати и материјали

### Анкариб
Од Краљевства Карме, Анкариб је био важан у погребним обредима, као што је пронађено на гробљима тог царства. Сматрао се једним од погребних обреда који га карактеришу, а може бити и један од обреда инаугурације.
Из онога што се причало о периоду сенарског султаната, о првом њиховом краљеву, направљена је кравата од рака и за њега и његову жену, и они су га носили док нису улогорили са собом на планини Моји. Када је краљ постао њихов, обично су се приближавали раку. У овом историјском наслеђу налази се Анкариб који се зове Анкариб јиртига, који су наследиле неке породице са дугом историјом у влади или верским породицама, као метафора за понос и оригиналност. 
Недавно је направљен са посебним спецификацијама и размењен од стране породица у посебним приликама. Овај врат се ставља у средиште славе, а за ову прилику се плете посебна црвена посип (атаниба). Однедавно је преко њега прострт црвени чаршав или тепих. Овај врат постаје престо за младожења, након чега почињу ритуали инаугурације.
Током традиционалних ритуала венчања Јиртиг, млада и младожења би седели заједно на кревету или 'ангарибу, док би им поверљиве рођаке даривале свете предмете и наносиле мирисна уља на њихова тела. За ову праксу се каже да личи на древне мероитске церемоније крунисања.

### Круна, трака и перје
На главама краљева Мероеа појављују се круне. Налазимо да ова трака за главу носи симболе краља у облику кобре, а ова трака за главу је дошла у опису једног од заменика краљева Нубије у хришћанском периоду, који је описан као носио траку за главу. Такође налазимо да се перје појављује на муралима Краљевине Мерое, укључујући главу особе која носи траку за главу са пером на њој. Перје је познато још из Краљевине Керме, где је пронађено на главама овнова у сахранама. Перје је и даље један од најважнијих ритуала у инсталацији Ратх Шилука и представља главну компоненту круне Ратха.

### Ланци и огрлице
Једна од најистакнутијих ствари која нам скреће пажњу у натписима и приказима краљева Мероеа јесте ношење огрлица и ланаца на врату и прсима, међу симболима краља. У другим историјским периодима, међу симболима власти налазимо референце на ланце и огрлице. У касном хришћанском периоду, ал-Ањ је помињао огрлицу Ал-Хакили коју је наследио Ал-Абдалаб међу оруђем које су наследили од њих. Помињу се владари региона Нила, који су названи „чекићима прављења“, који су владали регионом током периода Фуњ и који су вероватно носили ову огрлицу „чекић“ као симбол власти[13]. Током периода Фуњ, један од свештеника је рекао о својој инаугурацији државе: „Обукли су га у огрлицу Сумит Канара. Постоје индиције да су владари група и племена у централном Судану бријали вратове својим врстама корала и ћилибара, као и бројанице, укључујући бројаницу лакоће.
Имитирајући младожењу краљева, налазимо да је међу оруђем јиртика овај уговор, када Ал-Рабатаб „жене младожењине породице присуствују уговору у Сумиту који се зове Канар, а у Манасиру налазимо симболику овог уговора . Манасири, у овом случају, не одлучују ни о чему док не дође стриц, када спусти чекић или златни ланчић на врат младожењи, што је за њих обавештење о крунисању и почетку других церемонија.

### Наруквица
Ношење наруквице као симбола власти налази се међу краљевима Мероеа. Помиње се у хришћанском периоду када се описује власник планине, један од краљевих заменика, који је носио траку на глави „и златну наруквицу“. У фуњском периоду налазимо помињање код једног од свештенослужитеља који су инаугурисани у државу: „Носили су ми златну наруквицу“.
Наруквицу за младожењу помињу скоро све групе које практикују ритуале младожење, као што су Рабатаб, Ја'алеен, Манасир и Шакииа, и она је један од најважнијих симбола ауторитета у младожењин јиртиг.

### Мач и бич
Мач је један од симбола моћи и краљевства; налазимо га у свим историјским периодима од Краљевине Мерое и изван историјских периода, а владарске породице су наставиле да наслеђују неке мачеве који су се прославили својим именима, као што су Ал-Ним, Ал-Матак, и краљеви, владари, па чак и вође верских породица морају имати мач који симболизује њихов ауторитет и славу. Као и мач, бич је имао своју симболику. Чини се да је бич, који је био познат по бичу Анага - који је владао регионом у касном хришћанском периоду - постао један од најважнијих симбола моћи коју представља младожења који устаје на крају јиртик церемоније. са мачем на рамену унутар корица и у руци, бичем од коже нилског коња“. Анаг бич се често помиње као симбол ауторитета. На часовима се помињало о постављању једног од суфијских стубова: „Седам краљева вилењака му је дошло са послушношћу и послушношћу, и донели су га као златни гај и бич анага. Куцне њоме по зиду куће и каже: „Дајемо бич“ и даје му се одговарајући поклон.

### Свадбено одело
Млада носи традиционалну црвено-златно извезену туб.

### Младожењина одећа
Наслеђено указује да је питање конфузије одређивало друштвени статус појединца и да се сматрало једним од знакова разликовања између племића и обичних људи. У фуњском периоду се указује да је обичном народу забрањено ношење неке одеће, попут покривала за главу и шивене одеће, а починилац је кажњен новчаном казном. Постоје врсте хаљина за краљеве, укључујући свилу. Младожењина сличност са краљем појављује се када он носи хаљину сарти, а рог је једна од одеће резервисане за краљеве. Младожењино ношење ове одеће симболизује да је младожења један од великана и краљева који се одликују правом ношења луксузне одеће.
У време своје инаугурације, краљеви Мероеа су направили дуги марш до места храмова у светом Џебел Баркалу, а обишли су и неке друге важне храмове као суштински део церемоније крунисања. Такав поход су помињали фунџски краљеви, где су носили новог султана у Анкариб и са њим ишли далеко до места где је за њих било прихода, и били су оптимисти у вези са тим.
Младожењину главу краси украсна тагија и молитвена капа постављена изнад црвене траке на којој се налази сребрни или златни полумјесец зван хафиза. Верује се да ова трака за главу симболизује круну коју су носили мероитски краљеви, украшену златом и перјем.

## Ритуал

### У браку
Као што је раније поменуто, Јиртиг церемонија младожење служи као симболична иницијација која имитира ритуал крунисања краља древне суданске цивилизације. Овај догађај има значај у културном памћењу народа. Јиртик одећа се састоји од неколико елемената. Млада и младожења носе Јуср бројаницу око врата, док им је Харира, црвена плетена трака, везана око зглобова. Са чвора траке висе свилени филаменти, а за њега је причвршћен полудраги плави камен. Златни полумесец је постављен на црвену траку омотану око главе младожењине и причвршћене за чело. Младожења такође носи сребрну наруквицу звану Јабиира на десној руци. Носи се још један украс познат као Кабаса или Фарај Алах: сребрни округли комад украшен бисерима са обе стране и рибљом кости, који формира огрлицу.
Младожења такође носе Саумиту, огрлицу направљену од централне издужене перле украшене златом на оба краја и која виси са црвеног филаментног ужета сличног оној од Харира. Предњи део глава оба младожења је намазан машћу познатом као вадак. Затим се на исто место наноси мешавина махалеб праха и сандаловине, након чега се посипа парфем. Ову праксу, познату као Дарира, спроводе угледне особе у браку са репутацијом да одржавају стабилне и успешне бракове. Јиртик церемонија првенствено служи као заштитни обред и протеже се даље од ношења одређеног накита у одређеним приликама. На пример, сличне праксе преклињања и заговарања прате догађаје као што су трудноћа, порођај и обрезивање. То укључује фразе као што су „ако Бог да, кућа новца и деце“ и „ако Бог да, са праведношћу и добротом“. Тамјан, вода и млеко такође играју значајну улогу у ритуалу.
Током трудноће, ритуал под називом Та'н ал Ибра, који укључује пирсинг иглом, поверен је удатим женама које нису неплодне или разведене. Овај обред је праћен песмама добрих жеља попут „ ал-Адил ва ал-Заин “, што значи „праведни и добри“.
Током ритуала Јиртиг, млада и младожења седе на црвеном дрвеном кревету украшеном извезеним ободом. Окружени су члановима породице који певају традиционалне песме и изражавају радост. Ова стара традиција остаје саставни део суданске културе, чувајући њено наслеђе и негујући заједницу и славље.
Поред ових традиционалних ритуала, суданска венчања карактерише и њихова разрађена и шарена одећа. Млада носи "туб", дугу, лепршаву хаљину често направљену од свиле или сатена и украшену сложеним везом и перлама. Младожења носи "јалабију" или дугу, лабаву хаљину која је обично направљена од памука или лана.
Јиртиг је типична суданска пракса, коју веома цени друштво које га сматра основном допуном венчања. Јиртиг церемонија се такође сматра добрим знаком и предзнаком просперитетног и трајног брачног живота, посебно код жена.
Међу наслеђе суданских друштава у њиховим претходним цивилизацијским периодима је веровање у постојање другог скривеног света бића и духова који деле живот особе и утичу на њега у добру и злу. Са овим невидљивим светом се поступа кроз ритуале и поступке који спречавају његово зло и доносе његову доброту.
У овом периоду животног циклуса, млада и младожења су у посебном стању слабости пред злим силама које вребају у људима. Због тога се морају извршити сви могући ритуали заштите како би се одагнало зло и донело добро младенцима. Један од ритуала заштите, пошто се судански краљеви сматрају светим особама које уживају бригу и заштиту богова. Стога се нада да ће се ова заштита коју краљ нађе односити на младожењу који га опонаша. У хришћанском и исламском периоду, заштита богова је замењена заштитом анђела, коју налазимо на приказима краљева у хришћанском периоду. Међу ритуалима заштите су шетње које младожења изводи до гробова светаца у региону да би тражио благослов и заштиту, као и посета Нилу, где се младожења прочишћава тако што зарони у Нил седам пута да би умирио духови реке и њена добра и зла бића.
Међу ритуалима којима се младожења подвргава су затварање на уско место и простор у првој недељи, не излагање сунцу и пазећи да не излази у одређено време по изласку и заласку сунца, који се називају јутарњи магарци и залазак сунца. магарце, и да носи са собом мач и бич кад изађе по потреби.
Чини се да ритуали заштите бришу личност мушког младожења и приказују га као жену међу женама које врше Јиртиг процес. Ово је да га заштити од злих духова тако што их доведе у заблуду прикривањем правог идентитета младожења све док она не помисли да је члан групе жена око њега.
Да би се млада и младожења заштитили од мете злих духова и од урока, морају се предузети мере предострожности како би младенци избегли ове опасности односа са јавношћу које доводе до болести или бездетности.
Заштитни ритуали праћени су и неким молбама и заговорима за које се каже да одагнају урока – да одагнају урока или да траже помоћ од Посланика, а.с., или његове кћерке Фатиме, или анђели – а у овим напевима је употребљена употреба разних велова и велова.
Јиртиг је ритуал који се посматра током церемонија венчања, који служи као значајан обред преласка. Ова церемонијална пракса обухвата три различита ритуала, од којих је први посебно скројен за младожењу. То се дешава у младожењиној резиденцији пре његовог одласка и каснијег путовања до локације породице младе. Током овог ритуала појављује се симболична емулација крунисања краљева, која признаје младожењин узвишени статус на данашњи дан као монарха, заједно са свим краљевским атрибутима и ауторитетом унутар младожењиног породичног окружења.
Младожењина јиртиг церемонија подсећа на обичаје древних суданских цивилизација око устоличења краљева, који су сачувани у колективној свести, обухватајући различите праксе и културне елементе. Неки научници су скренули пажњу на сличност између младожењиног изгледа, након завршетка ритуала повезаних са церемонијом, ношења церемонијалног покривала за главу и свиленог платна украшеног огрлицом од злата и перли, док држи мач у руци. Ове карактеристике су сличне приказима мероитских краљева који се налазе у храму Сунца у Мусавварат ал-Сафра и Нака'и, праћени младожењином белом „сурти“ хаљином украшеном гримизним натписима. Млада улази, заклањајући своје лице тканином познатом као "кармис", евоцирајући привлачну визуелну композицију коју карактеришу живописне нијансе, сигнализирајући почетак церемоније "Јиртиг".
Међу значајним ритуалима који се примећују овом приликом, прскање млека има посебну важност. Сматра се интегралном церемонијалном праксом након примене "дарирах", мирисне супстанце припремљене од зрна и нанесене на главе младе и младожења. Након тога, младожења узима малу порцију млека из посуде постављене на сто, прскајући њиме младу, која покрива своје лице. Заузврат, млада реплицира гест, узвраћајући чин. Која год страна успешно упути прскање млека у лице друге, сматра се победником, а уследиће ликовно негодовање у њихову част.
Млада се открива подизањем гармасис вела, који има преливи сјај који пружа заштиту од завидних духова. Гармасис, првобитно донет из Индије, има значај у разним обредима преласка и за мушкарце и за жене. Мајке га носе након порођаја и током наредног четрдесетодневног периода порођаја. Слично, млади дечаци га носе током своје церемоније обрезивања. Традиционално, млада би ушла у плесну арену, потпуно обавијена гармасисом попут мистериозног пакета, откривајући се младожењи. ‍:12Младожења стоји испод, држећи пресавијени гармасис, док његова млада плеше. Око њеног струка је ал хагу, низ перли традиционално израђених од имитације корала и сребрних куглица, које производе суптилан звук звецкања. Свадбени плес се може одиграти пре или после Јиртиг ритуала.

### Обреди плодности и предзнака
Међу ритуалима за младенце заједно су ритуали који симболизују плодност и предзнак. Ови ритуали се дешавају када две невесте седе једна са другом на врату посебног јиртига, а млада је са младожењине леве стране. Надгледају га старије жене из младожењиних тетака и тетака, као и његове сестре и неке његове родице са посебним особинама. Ови тренуци се сматрају тренуцима окруженим великом озбиљношћу и строгошћу. У неким крајевима обред почиње довођењем новорођеног мушког детета, а предвиђено је да оно буде здраво, да су му отац и мајка живи и да уживају у слози и добрим условима у браку. Дете се ставља младожењи у крило, а младожења га мења са младом. Седам пута се у овом случају каже: „Бићеш савладан новцем, а бићеш савладан и децом“.
Доноси се јело (од палминог листа) које садржи неколико зрна пшенице, кукуруза, сусама, крављег грашка, урми и других житарица које се гаје у региону. Јело се мења између младе и младожења седам пута, а у неким случајевима се узима шака ових зрна и мења из младожењине руке у руку младожење. Млада и невеста га враћају младожењиној руци и мењају га седам пута, а последњи пут се ова зрна разбацују младожењи, невести или присутнима.
Међу ритуалима плодности је везивање групе предмета, укључујући китову кост (рибу), која симболизује плодност. За сваку проширену породицу може се причврстити мали штап са дрвета Салам или трн са дрвета Сидр. Свака од проширених породица има ствари око којих су оптимистични и које зову Ал-Сабер – то јест, навика ове породице – и то се може односити на тотемске реликвије. Све је то организовано у плетеницу од црвене свиле са удлагом и неколико зелених и плавих перли, везаних у руци младожењине свилом.
Такође примећујемо да у овим ритуалима, који имају за циљ да младенцима донесу плодност и доброту, постоји интересовање за број седам, који изгледа да има своје карактеристике, јер се често појављује у многим ритуалима животног циклуса у Судану.

### Прскање млека
Млада и младожења узимају по мало млека у чинији и прскају га у лице свом будућем партнеру; на пример, млада и младожења прскају млеко једно другом по лицу.

### Улога жене
Жене имају јасну доминацију над процедурама јиртига. Готово је потпуно одсуство мушкараца, осим ујака по мајци, који је дужан да у одређеном тренутку буде присутан у овим ритуалима, а највише због његове улоге у постављању младожења са оним што се зове „гост чекића“ или облачење. младожења са уговором који означава његову инсталацију и прати. У наслеђу Јиртига и у Сумару, ујак по мајци се више пута помиње као значај његове улоге у младожењином животу. У Јиртиг ритуалима је такође приметна значајна улога ујака, која се јасно испољавала међу Фунџ краљевима, код којих се ујак сматра надзорником постављања краља и ужива посебан положај. У ритуалима Јиртига потребно је присуство ујака да би се младожења инсталирао. Младожењина одећа огрлице или златног ланчића указује на његову монтажу.
Цео процес у јиртику спроводе старије жене, надгледане од младожењине мајке или сестре, а окружене су бакама, теткама и теткама. Јасно је да су тренутак јиртига и његови ритуали озбиљни и ригорозни тренуци у којима влада тишина и страхопоштовање, а ритуали се изводе са великом дозом занатства, знања и опреза.

### Модерни ритуал
"Јиртиг" је постао један од најважнијих брачних обичаја након што је тихо усвојен у главном граду Картуму. Обично је ограничен само на ужу породицу младе и младожења.
Након што млада облачи белу хаљину, младожења започиње церемонијални чин пратећи је, означавајући почетак живахног весеља. Ова савремена традиција настала је након што је друштво прихватило глобалне утицаје. Како се церемонија ближи кулминацији, званичници одговорни за место одржавања модификују декорације, уносећи црвене елементе како би допунили невестину каснију одећу - прелаз са почетне беле хаљине на нови ансамбл.